# Alpaida septemmammata
Alpaida septemmammata là một loài nhện trong họ Araneidae.
Loài này thuộc chi Alpaida. Alpaida septemmammata được Octavius Pickard-Cambridge miêu tả năm 1889.